# Antho brondstedi
Antho brondstedi är en svampdjursart som beskrevs av Patricia R. Bergquist och Fromont 1988. Antho brondstedi ingår i släktet Antho och familjen Microcionidae. Inga underarter finns listade i Catalogue of Life.